# خط کیئو اینوکاشیرا
خط کیئو اینوکاشیرا (به ژاپنی: 京王井の頭線, Keiō Inokashira-sen Line) یک خط راه‌آهن وابسته به شرکت راه‌آهن کیئو است.